# Lunderskov (stacja kolejowa)
Lunderskov (duń. Lunderskov Station) – stacja kolejowa w miejscowości Lunderskov, w regionie Dania Południowa, w Danii. Jest to ważny węzeł kolejowy na linii Fredericia – Flensburg oraz Lunderskov – Esbjerg i obsługuje pociągi wszystkich kategorii Danske Statsbaner i Deutsche Bahn.

## Linie kolejowe
- Linia Fredericia – Flensburg
- Linia Lunderskov – Esbjerg